# Toss bombing

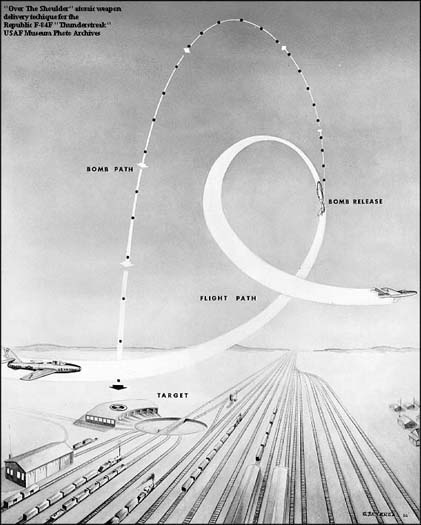
Tiro sobre el hombro.

Toss bombing (a veces denominado loft bombing, y por la Fuerza Aérea de los Estados Unidos como Low Altitude Bombing System, LABS) es un método de bombardeo aéreo que consiste en que el avión atacante vira hacia arriba mientras lanza su carga de bombas, dando a la bomba un tiempo de vuelo adicional al iniciar su trayectoria balística con un vector ascendente.
El propósito del toss bombing es compensar la pérdida de gravedad de la bomba en vuelo, y proporcionar al avión la ventaja de bombardear un blanco sin volar directamente sobre el mismo. Esto permite evitar sobrevolar un objetivo fuertemente defendido, o distanciar la aeronave atacante de los efectos de explosión de una bomba nuclear o convencional.

## Tácticas de bombardeo

### Pop-up
En un bombardeo emergente (pop-up), el piloto se acerca desde una altitud baja en vuelo nivelado y, siguiendo las indicaciones de la computadora, se detiene en el último momento para lanzar la bomba. El lanzamiento generalmente ocurre entre 20° y 75° por encima de la horizontal, lo que hace que la bomba se lance hacia arriba y hacia adelante, de manera muy parecida a un lanzamiento de una pelota por debajo del brazo.

### Level toss
Aunque el bombardeo pop-up se caracteriza generalmente por su aproximación en baja altura, la misma técnica de un lanzamiento a partir de un vuelo de nivel puede usarse a cualquier altitud cuando no es deseable sobrevolar el objetivo. La altitud adicional en el lanzamiento le da a la bomba tiempo adicional de vuelo y alcance, en detrimento —en el caso de las municiones no guiadas— de la precisión debida a la fuerza del viento y al efecto incrementado de una ligera desviación en la trayectoria de vuelo.

### Dive toss
La técnica de lanzamiento Dive-toss fue el primer método de toss bombing desarrollado luego de la Segunda Guerra Mundial. Fue desarrollado en el centro de desarrollo de cohetes de la Armada de los Estados Unidos en Inyokern, California en 1947 como un método para atacar fuertemente objetivos defendidos sin exponer excesivamente al avión. A pesar de que el toss bombing podría parecer el opositor directo al bombardero en picado, donde el avión se lanza hacia abajo para apuntar a su objetivo, el toss bombing a menudo se realiza con una zambullida corta antes de que el bombardero levante su nariz y lance su bomba. Esta variante es conocida por dive tossing. Esto le da a la bomba y al avión un impulso adicional, lo que ayuda a la aeronave a recuperar la altitud después del lanzamiento y también asegura que la velocidad aérea en el punto de lanzamiento calculado sea suficiente para llevar la bomba al objetivo.

### Tiro sobre el hombro
Una variante más dinámica del toss bombing, llamado «tiro sobre el hombro», o la maniobra LABS (Low Altitude Bombing System), es un tipo particular de bombardeo donde la bomba se libera más allá de la vertical, por lo que se dirige hacia su blanco. Esta táctica se hizo pública por primera vez el 7 de mayo de 1957 en la Base de la Fuerza Aérea Eglin, cuando un Boeing B-47 Stratojet comenzó su bombardeo a baja altura, ascendió bruscamente (3,5 g) en medio bucle, lanzando su bomba bajo control automático en un punto predeterminado en su ascenso, luego ejecutó medio rol, completando una maniobra similar a un Giro Immelmann o medio ocho. La bomba continuó ascendiendo por algún tiempo en un largo arco antes de caer en un objetivo que se encontraba a una considerable distancia de su punto de lanzamiento. Mientras tanto, la maniobra había permitido al bombardero cambiar de dirección y distanciarse del objetivo.
Un escritor y piloto retirado de Republic F-84 Thunderjet de la Fuerza Aérea de los Estados Unidos describe tal ataque en su libro Stranger to the Ground:

La última aldea de techo rojo parpadea debajo de mí, y el objetivo, una pirámide de barriles blancos, es apenas visible al final de su línea de encuentro. Quinientos nudos. Interruptor hacia abajo, botón presionado. Los temporizadores comienzan su cronometraje, los circuitos son alertados de la caída. Avanza lentamente hasta la altura de la copa de los árboles. No vuelo a menudo a 500 nudos en cabina y es evidente que me muevo rápidamente. Los barriles se inflan. Veo que su pintura blanca se está desconchando. Y la pirámide pasa por debajo de mí. Vuelvo a colocar la palanca suavemente con firmeza para leer cuatro G en el acelerómetro y centro las agujas del indicador que solo se usa en lanzamientos de armas nucleares y las centro y las mantengo allí y apuesto a que esas computadoras están moliendo sus pequeños corazones y todo lo que puedo ver es el cielo en el parabrisas, sostén las G, mantén las agujas centradas, el sol pasa debajo de mí y WHAM.

Mi avión gira con fuerza hacia la derecha y se ajusta con más fuerza a su bucle y se lanza hacia adelante a pesar de que estamos boca abajo. La forma me ha liberado más de lo que yo a ella. Los pequeños barriles blancos están ahora a seis mil pies directamente debajo de mi dosel. No tengo forma de saber si fue un buen lanzamiento o no. Eso se decidió de nuevo con los cuadros y gráficos y los divisores y los ángulos. Mantuve las agujas centradas, las computadoras hicieron su tarea automáticamente y el dispositivo está en camino.

## Uso táctico
El toss bombing es generalmente usado por pilotos siempre que sea indeseable sobrevolvar el objetivo con el avión en una altura suficiente para el bombardeo en picada o bombardeo en nivel. Tales casos incluyen defensas antiaéreas fuertes como la artillería antiaérea o misiles superficie-aire, al desplegar armas poderosas como bombas de 1000 kg o inclusive bombas nucleares, y el uso de dispositivos de orientación de aspecto limitado para municiones guiadas.
Para contrarrestar las defensas antiaéreas en camino al objetivo, mantenerse a baja altura por el mayor tiempo posible permite al bombardero evadir la detección del radar o visual y el lanzamiento misiles más antiguos diseñados para ser disparados a los objetivos que sobrevuelan las bases de misiles. Sin embargo, un paso de nivel en el objetivo a baja altitud no solo expondrá a la aeronave a las defensas de corto alcance que rodean al objetivo, sino que colocará la aeronave en el radio de explosión de la bomba. Al ejecutar un lanzamiento pop-up, por otra parte, el piloto libera las municiones fuera del área objetivo, fuera del rango de las defensas aéreas. Después del lanzamiento, el piloto puede volver a baja altitud o mantener el ascenso, en cualquier caso, generalmente ejecutando un giro brusco o «rebanada» lejos del objetivo.
El valor del toss bombing fue incrementado con la introducción de municiones de precisión guiadas como las bombas guiadas por láser. Las antiguas «bombas tontas» requerían un alto grado de precisión de la computadora de control de tiro y del piloto para lanzar la bomba con precisión al objetivo. El bombardeo no guiado también generalmente precisaba el uso de una bomba más grande de lo que sería necesario para un impacto directo, con el fin de generar una explosión más grande que destruiría el objetivo incluso si la bomba no golpeó con precisión debido a error debido al viento, la computadora o el piloto. La orientación por láser —y otros métodos como el GPS utilizado en el sistema JDAM— permiten que la bomba corrija las desviaciones menores de la trayectoria balística prevista después de su lanzamiento, hacer que el bombardeo sea tan preciso como el bombardeo a nivel, y al mismo tiempo ofrece la mayoría de las ventajas del bombardeo con lanzamiento de municiones no guiadas. Sin embargo, los equipos de direccionamiento utilizados para lanzar municiones guiadas generalmente tienen un límite a su campo de visión; más específicamente, el equipo generalmente no puede mirar detrás de la aeronave en más de un cierto ángulo.
El dive tossing generalmente se utiliza a una altitud moderada —para permitir la picada— cuando el objetivo, por cualquier motivo, no puede ser designado precisamente por radar. Un objetivo, por ejemplo, puede presentar una firma demasiado pequeña para ser visible en el radar —como la entrada a un búnker subterráneo— o puede ser indistinguible en un grupo de retornos de radar. En este caso, el piloto puede usar un modo especial «boresight» que le permite al piloto designar un objetivo apuntando su avión directamente hacia él. Para un objetivo en el suelo, esto significa ingresar a una picada. Así designado, el piloto puede comenzar un ascenso, lanzando la bomba al objetivo desde una distancia y recuperando la altitud perdida al mismo tiempo.

## Tecnología
Debido a la intensa carga de trabajo del piloto involucrada con el vuelo y el ingreso a la ventana de oportunidad, algunos aviones están equipados con una «Computadora Toss Bomb» (en la entrega nuclear en los EE. UU., Una parte del Sistema de Bombardeo de Baja Altitud) que permite al piloto lanzar la bomba. en el ángulo correcto. La computadora Toss Bomb toma entradas de velocidad aérea del sistema pitot de la aeronave, entradas de altitud del sistema estático, entradas de actitud del sistema giroscópico y entradas de selectores de armas que indican el tipo de bomba para calcular el punto de liberación apropiado de los pertrechos. En lugar de disparar el lanzamiento directamente, el piloto «consiente» en liberar el arma, luego comienza un ascenso constante. Luego, la computadora calcula la trayectoria balística deseada, y cuando esa trayectoria se produce por la actitud y velocidad del avión, la computadora lanza la bomba. Durante la Segunda Guerra Mundial, los ingenieros Erik Wilkenson y Torsten Faxén en Saab desarrollaron la primera visión de la bomba para el lanzamiento de bombas. Era una computadora mecánica que hacía los cálculos necesarios. Se usó por primera vez en el Saab 17 y fue estándar en todos los cazas de Saab inclusive en el Saab 32 Lansen. También se vendió a Francia, Suiza, Dinamarca y EE. UU. Y se usó, por ejemplo, en el Boeing B-47 Stratojet.
Mientras estaban desplegados en Europa con la OTAN, los bombarderos de combate RCAF CF-104 llevaron una computadora Toss Bomb hasta que su función nuclear fue eliminada por el gobierno canadiense a partir del 1 de enero de 1972.
Las mismas soluciones computacionales utilizadas en el sistema LABS ahora se incorporan en dos de los principales modos de bombardeo —el CCRP controlado por computadora y un modo dedicado «Dive-Toss» orientado visualmente— de la Computadora de Control de Incendios de los cazas modernos como el F-15E y F-16. Al igual que con LABS, el piloto designa el punto de impacto deseado, luego acepta liberar mientras ejecuta una subida, y la computadora controla la liberación real de la bomba. La integración en el FCC simplifica la carga de trabajo del piloto al permitir que se utilice el mismo modo de bombardeo (CCRP) para el bombardeo de nivel, buceo y desván, proporcionando señales similares en las pantallas del piloto independientemente de las tácticas utilizadas, ya que la computadora simplemente lo ve como el punto de liberación cada vez más cerca.